# Gonzalo Arturo Bravo Álvarez
Gonzalo Arturo Bravo Álvarez (ur. 30 grudnia 1962 w Valparaíso) – chilijski duchowny katolicki, biskup diecezjalny San Felipe od 2020 roku.

## Życiorys

### Prezbiterat
Święcenia kapłańskie otrzymał 12 października 1997 z rąk arcybiskupa Francisco Javiera Errázuriza Ossy i został inkardynowany do diecezji Valparaíso. Pracował głównie jako duszpasterz parafialny oraz jako wykładowca katolickiego uniwersytetu w Valparaíso. W 2019 został dziekanem wydziału teologicznego tej uczelni.

### Episkopat
23 maja 2020 roku papież Franciszek mianował go biskupem San Felipe. Sakrę biskupią przyjął 15 sierpnia 2020 roku z rąk arcybiskupa Alberto Ortega Martín.